# Seymour Lake
Seymour Lake är en sjö i Kanada.   Den ligger i distriktet Algoma och provinsen Ontario, i den sydöstra delen av landet, 600 km väster om huvudstaden Ottawa. Seymour Lake ligger 410 meter över havet. Arean är 0,52 kvadratkilometer. Den sträcker sig 0,9 kilometer i nord-sydlig riktning, och 1,6 kilometer i öst-västlig riktning.
I omgivningarna runt Seymour Lake växer i huvudsak blandskog. Trakten runt Seymour Lake är nära nog obefolkad, med mindre än två invånare per kvadratkilometer.